# Игуманија Марта (Шибалић)
Марта (световно Биљана Шибалић; Горње Поточане код Ораховца, 11. мај 1942 — Манастир Гориоч, 20. октобар 2023) била је монахиња је Српске православне цркве и игуманија Манастира Гориоча.

## Биографија
Игуманија Марта (Шибалић) је рођена 11. маја 1942. године у селу Горње Поточане код Ораховца, од оца Драгомира (Јовичића) и мајке Дивне (девојачко Суботић). На крштењу је добила име Биљана. Родитељи су имали њу и њеног млађег брата Миливоја. Иако је завршила само три разреда основне школе, мати Марта је у свом животу, трпљењем, вером и служењем Господу, задобила духовно искуство и мудрост које су касније многи дубоко ценили и препознавали.
Будући веома лепа и телом и душом, са својих петнаест година запрошена је од Милана Шибалића из Горјана са којим је касније родила два сина: Живка (садашњег епископа Теодосија Шибалића) и Дејана. Била је узорна мајка и супруга, трпељива и вредна. Сви који су је знали волели су је, пошто је још у свету показивала несебичност и истинску љубав према свакоме. Будући да пет година није имала деце, како је касније причала, мати Марта је једном молећи се у храму, попут Ане, мајке пророка Самуила, у дубокој молитви Богу обећала да, ако јој Бог подари чедо, да ће га она дати њему на службу да буде свештеник.
Господ је услишио њене молитве и убрзо у болници у Чачку родила је 1963. године мушко дете, Живка, садашњег еп. Теодосија. Ту своју тајну и обећање Богу није никада никоме рекла све док њен старији син није са својих 20 година одлучио да оде у Манастир Високи Дечани да би се посветио монашком животу. Налазећи се у манастиру, мајка му је тек тада испричала своје обећање Богу, рекавши да му није то никада раније говорила да не би он због тога пошао Господу да служи.
Једног дана, у пролеће 1998. године, као и често пута пре тога, слушкиња Божја Биљана дошла је у госте у манастир Високи Дечани, где је њен син Теодосије био игуман. После мало времена, ушавши у канцеларију старог конака, пришла му је и смирено открила своју давнашњу жељу да буде монахиња. Саопштила му је тада да она види како се спрема рат на Косову и да она више не може да се врати својој кући, већ жели да остане у манастиру и да целим својим бићем служи Богу. Са сузним очима молила је свога сина и игумана да јој да благослов и да јој испуни жељу. За собом је оставила мужа и млађег сина, дом и све што је у свету стекла.
После проведених три месеца у обитељи Светог краља Стефана Дечанског, где се вредно трудила радећи разне послове, са благословом тадашњег епископа, мати Марта прелази у Манастир Гориоч, древни метох дечански, у коме пуних 25 година остаје да служи, све до краја свог овоземаљског живота. Као искушеница, иако са својих 56 година, вредно је пролазила сва манастирска послушања, показујући послушност и љубав игуманији мати Дарији и оцу Сави, тадашњем духовнику манастира. Замонашена је  након три године искушеништва, на празник Светих Мироносица у другу недељу по Васкрсу, поневши име Св. Марте, сестре Лазареве.
Постављена је за игуманију Манастира Гориоча код Истока, 2. августа 2020. године након упокојења старешине игуманије Исидоре. Упокојила се у Господу 20. октобра 2023. године у Манастиру Гориочу, сахрањена је 21. октобра на монашком гробљу.